# Совет глав университетов
Совет глав университетов (ивр. ועד ראשי האוניברסיטאות‎) — межуниверситетская организация в Израиле, в которую входят главы восьми университетов Израиля: Техниона, Еврейского университета в Иерусалиме, Института Вейцмана, Тель-авивского, Хайфского университетов, университетов Бар-Илан, Бен-Гурион, Ариэльского.  У Открытого университета Израиля статус наблюдателя.
Совет глав университетов был учреждён в 1960-е годы семью израильскими университетами. Совет занимается общими проблемами и регуляциями в области высшего образования Израиля: устанавливает плату за обучение, заработную плату преподавателького состава, определяет критерии приема абитуриентов и т.д.
Совету подконтролен Израильский центр экзаменов и оценок (ИЦЭО, ивр. מרכז ארצי לבחינות והערכה‎), проводящий психометрический вступительный экзамен.
Советом издается ежеквартальный журнал «Академия» ( (иврит)).

## Председатели Совета (неполный список)
- Проф. Моше Каве (2000—1999)
- Проф. Итамар Рабинович[англ.] (2001)
- Проф. Менахем Магидор[англ.] (2002)
- Проф. Йехуда Хают (2003)
- Проф. Ицхак Апелойг[англ.] (2004)
- Проф. Авишай Браверман (2005)
- Проф. Моше Каве (2006—2007)
- Проф. Менахем Магидор (2008)
- Проф. Ицхак Апелойг[англ.] (2009)
- Проф. Аарон Бен-Зеэв[англ.] (2009—2010)
- Проф. Ривка Карми (2010—2012)
- Проф. Менахем Бен-Сасон (2012—2015)
- Проф. Перец Лави[англ.] (2015—2017)[2].
- Проф. Йосеф Клафтер[англ.] (2017—2018)
- Проф. Рон Робин[англ.] (2019—2020)
- Проф. Ашер Коэн (2020—2022)
- Проф. Арье Цабан[англ.] (2022—наст вр.)